# Серпово (Нікольський район)
Се́рпово (рос. Серпово) — присілок у складі Нікольського району Вологодської області, Росія. Входить до складу Кемського сільського поселення.

## Населення
Населення — 3 особи (2010; 19 у 2002).
Національний склад (станом на 2002 рік):
- росіяни — 100 %